# Lee Strasberg Theatre and Film Institute

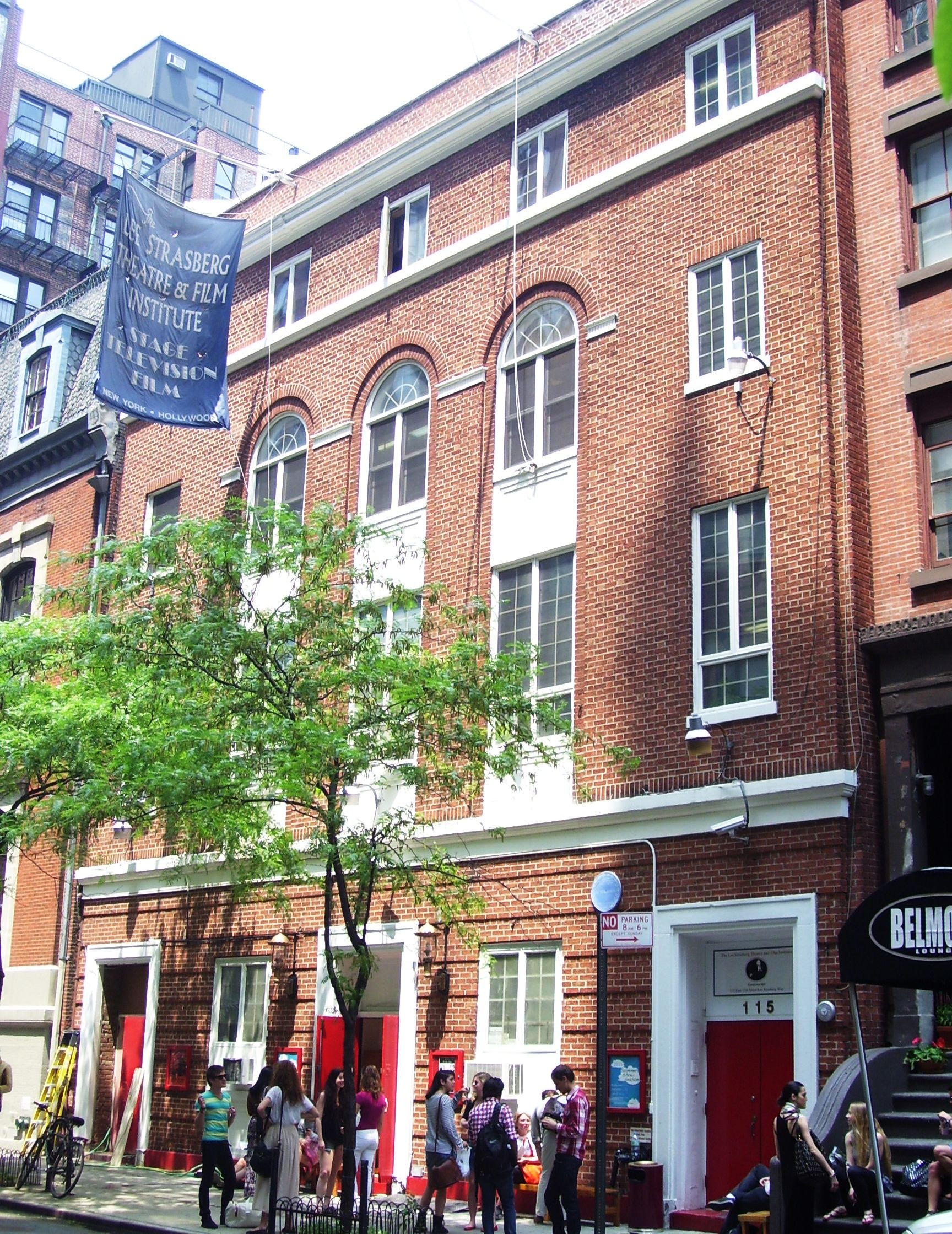
Lee Strasberg Theatre and Film Institute in New York

Das Lee Strasberg Theatre and Film Institute ist eine Schauspielschule mit Niederlassungen in der Theatermetropole New York und West Hollywood.

## Geschichte
Das Institut wurde 1969 von Lee Strasberg gegründet, dem damaligen Leiter des Actors Studio in New York. Dem vorausgegangen war die Eröffnung des Actors Studio West. Es besteht noch heute. Das dort praktizierte Method Acting wurde beibehalten. Bis 2024 wurde die Schule von seiner dritten Frau, Anna Strasberg, geleitet.

## Bekannte Absolventen
| A - Ann Sophie - Will Arnett - Dominik Auer B - Alicja Bachleda-Curuś - Rachel Bailit - Ashley Bell - Sharon Brauner - Steve Buscemi C - Kevin Corrigan D - Tony Dalton - Claire Danes - Rosario Dawson - Ritesh Deshmukh - Matt Dillon E - Jennifer Esposito | F - Sherilyn Fenn - Sally Field - Bridget Fonda - Benno Fürmann G - Sylwia Gliwa - Max von der Groeben - Caroline Grothgar - Peter Greene H - Linda Hamilton - Carolin Henseler - Morena Hummel I - Michael Imperioli J - Scarlett Johansson - Angelina Jolie | K - Alexandra Kamp - Ranbir Kapoor - Rick Kavanian - Amina Khalil - Nastassja Kinski - Kevin Kraus - Hardy Krüger junior - Peer Kusmagk L - John Leguizamo M - Larissa Marolt - Jean-Baptiste Maunier - Sienna Miller - Julianne Moore N - Christine Neubauer - Valerie Niehaus P - Adrian Pasdar - Christiane Paul - Linh Dan Pham - Franka Potente | R - Julia Roberts - Ray Romano - Mickey Rourke - Daniela Ruah S - Adam Sandler - Tom Schilling - Hardy Schwetter - Sissy Spacek - James Spader - Diana Staehly - Fabian Stumm T - Uma Thurman U - Timur Ülker V - Simon Verhoeven - Tom Villard W - Christoph Waltz - Jens Wawrczeck Z - Matt Zemlin |